# Melanoplus rileyanus
Melanoplus rileyanus är en insektsart som beskrevs av Scudder, S.H. 1897. Melanoplus rileyanus ingår i släktet Melanoplus och familjen gräshoppor.

## Underarter
Arten delas in i följande underarter:
- M. r. rileyanus
- M. r. varicus